# Tmarus guineensis
Tmarus guineensis là một loài nhện trong họ Thomisidae.
Loài này thuộc chi Tmarus. Tmarus guineensis được miêu tả năm 1942 bởi Millot.